# Élan (Firefall)
| Recensione       | Giudizio |
| ---------------- | -------- |
| AllMusic         | [ 3 ]    |
| Robert Christgau | B-       |

Élan è il terzo album discografico dei Firefall, pubblicato dalla casa discografica Atlantic Records nell'ottobre del 1978.

## Tracce

### LP
Lato A
1. Strange Ways – 4:40 (Rick Roberts)
2. Sweet and Sour – 3:27 (Jock Bartley, Rick Roberts)
3. Wrong Side of Town – 2:38 (Larry Burnett)
4. Count Your Blessings – 3:28 (Rick Roberts)
5. Get You Back – 4:10 (Larry Burnett)

Lato B
1. Anymore – 3:56 (Rick Roberts, Mark Andes)
2. Baby – 3:46 (Larry Burnett)
3. Goodbye, I Love You – 4:19 (Rick Roberts)
4. Sweet Ann – 3:22 (Rick Roberts)
5. Winds of Change – 3:24 (Rick Roberts)

## Formazione
- Larry Burnett – chitarra acustica, chitarra elettrica, voce solista, cori
- Rick Roberts – chitarra acustica, voce solista, cori
- Jock Bartley – chitarra solista, chitarra slide, chitarra acustica, chitarra elettrica a 12 corde, cori
- David Muse – flauti, sassofono tenore, sassofono baritono, sassofono soprano, armonica, piano elettrico, piano acustico, organo, sintetizzatore, clavinet
- Mark Andes – basso, cori
- Michael Clarke – batteria

Altri musicisti
- Joe Lala – congas, timbales, cowbells, tambourine, triangolo, güiro
- Laura Taylor – armonie vocali (brano: Baby)
- Jim Keltner – batteria (brano: Sweet and Sour)
- Steve Forman – shakers, tambourine, congas, theatre cymbals, caxixi, surdo, crickets

Note aggiuntive
- Tom Dowd, Ron Albert e Howard Albert – produttori (per la Fat Albert Productions)
- Registrazioni effettuate al Criteria Studios di Miami, Florida e al The Record Plant di Los Angeles, California
- Don Gehman – ingegnere delle registrazioni (Criteria Studios)
- Dennis Hetzendorfer e Kevin Ryan – assistenti ingegnere delle registrazioni (Criteria Studios)
- Michael Stone, David Bianco, Ron Alvarez e Peter Lewis – ingegneri delle registrazioni (The Record Plant)
- Mixaggio effettuato da Don Gehman, Ronnie Albert e Howie Albert al Criteria Studios
- Arrangiamento strumenti a corda e conduzione musicale di Mike Lewis
- Arrangiamento strumenti a fiato nel brano Wrong Side of Town di Mike Lewis
- Jim Houghton – foto copertina album
- Bob Defrin – design copertina album[5]

## Classifica
Album
| Anno | Classifica    | Posizione raggiunta |
| ---- | ------------- | ------------------- |
| 1979 | Billboard 200 | 27                  |